# Ligugé
Ligugé é uma comuna francesa na região administrativa da Nova Aquitânia, no departamento de Vienne. Estende-se por uma área de 22,77 km². Em 2010 a comuna tinha 3 420 habitantes (densidade: 150,2 hab./km²).
Célebre é o seu mosteiro, Abadia de S. Martinho de Ligugé, fundado no ano de 361 pelo próprio São Martinho de Tours, considerado o grande evangelizador cristão de França.